# Carlton Chambers
Carlton Chambers (27 giugno 1975) è un ex velocista canadese.
Nella staffetta 4×100 metri è stato campione olimpico ad Atlanta 1996 e campione mondiale ad Atene 1997, pur non avendo gareggiato in entrambi i casi in finale.

## Palmarès
| Anno | Manifestazione          | Sede     | Evento      | Risultato | Prestazione | Note  |
| ---- | ----------------------- | -------- | ----------- | --------- | ----------- | ----- |
| 1994 | Mondiali juniores       | Lisbona  | 100 m piani | 5º        | 10"30       |       |
| 1994 | Mondiali juniores       | Lisbona  | 4×100 m     | Bronzo    | 39"90       |       |
| 1994 | Giochi del Commonwealth | Victoria | 4×100 m     | Oro       | 38"39       |       |
| 1996 | Giochi olimpici         | Atlanta  | 200 m piani | Batteria  | 21"32       |       |
| 1996 | Giochi olimpici         | Atlanta  | 4×100 m     | Oro       | 37"69       | [ 1 ] |
| 1997 | Mondiali                | Atene    | 100 m piani | Batteria  | 10"49       |       |
| 1997 | Mondiali                | Atene    | 4×100 m     | Oro       | 37"86       | [ 2 ] |